# Corts de València (1329-1330)
Les Corts de València de 1329-1330, Corts Generals del regne de València, foren convocades per Alfons el Benigne, en Sogorb estant, el 15 de març de 1329, quan es dirigia a València, per al dia 1 d'abril. Els punts principals que el rei esperava tractar en les Corts eren el jurament recíproc, dels furs i de fidelitat, i l'assumpte de les concordances i unió dels furs de València i els furs d'Aragó, que ja es va negociar en els mesos d'abril i maig de 1326 entre els nobles i els representants de les ciutats reials. De tota manera, l'inici de les sessions es va retardar fins a l'11 de maig pel conflicte que provocaren les donacions de Morella, Xàtiva, Morvedre, Alzira i Castelló de la Plana, a la reina Elionor.
En aquestes Corts es convocaren 18 viles del regne (València, Xàtiva, Morvedre, Castelló de la Plana, Alpont, Castellfabib, Ademús, Morella, Cullera, Borriana, Alzira, Corbera, Vila-real, Ontinyent, Bocairent, Oriola, Alacant i Guardamar); 9 membres de l'estament eclesiàstic (els bisbes de València, Tortosa i Sogorb, els abats de Benifassà i la Valldigna, el capítol de la catedral de València, el mestre de l'orde de Montesa, el comanador de l'orde de l'Hospital a València i el comanador de Montalbà); i pel braç nobiliari: 2 infants (Pere i Ramon Berenguer), 16 nobles i 15 cavallers.
En la sessió d'obertura de les Corts, l'11 de maig de 1329, que se celebrà a la catedral de València, el rei jura els furs i privilegis que havien estat concedits als ciutadans, prohoms i habitants del regne de València, i aquests li juraren fidelitat, a excepció dels síndics de les viles que eren de fur d'Aragó (Borriana i Vila-real), els llocs de població aragonesa (Ademús, Alpont i Castellfabib) i les viles incorporades posteriorment al regne (Oriola, Alacant i Guardamar). I per altra banda el rei jura el Privilegi de la Unitat de regnes i del patrimoni reial atorgat pel seu pare l'any 1319.
...atorguen-li [al rei] de present CX mil lliures de moneda de reyals de València per esguart de les dites gràcies e concessions per ell fetes, e en ajuda del benaventurat viatge o entrada que entén a fer contra·l rey de Granada a serviy de Déu. Enaxí que per les CX mil lliures desús dites se ordén e·s faça imposició la qual se meta generalment en la ciutat e en totes les viles e locs e alcaries del regne, axí en les reyals com dels desús dits prelats e persones ecclesiàstiques, richs hòmens, cavallers e de ciutadans e hòmens de viles qui són en la present Cort o d'aquí a avant seran en la concordança present,...
Fets el juraments, les Corts comencen a tractar l'assumpte principal, la unió foral; però en un ambient de gran malestar entre l'estament reial, per un costat, i el rei i alguns magnats del seu consell, per l'altra, motivat per la donació a la reina Elionor. Des de maig a l'estiu es tracta la unió foral, que acaba bloquejada, en una cambra dividida no per estaments sinó pels defensors dels furs d'Aragó i defensors dels furs de València. Aquesta paralització es resol amb la constitució d'un compromís arbitral en poder del rei, amb la participació d'11 consellers partidaris del fur valencià i 5 partidaris del fur d'Aragó, que actua durant un recés de l'assemblea, a l'estiu de 1329.
A mitjan setembre es tornen a convocar les Corts, però en aquest cas sols assisteixen els partidaris dels furs de València per no estar conformes els altres amb l'arbitratge reial. El segon període de sessions es reprèn el 24 de setembre, on foren negociats molts altres assumptes; i resolts aquests afers, el 24 d'octubre s'aproven els nous furs en sessio solemne celebrada a la catedral de València, i el mateix dia s'acorda el donatiu al rei de 110.000 lliures, de les quals, 74.000 lliures, es destinen a la propera guerra amb l'emirat de Granada. S'estableix la recaptació del donatiu mitjançant imposicions indirectes al llarg de 6 anys, implicant a la totalitat del territori, tant de reialenc com de senyoriu.
En les darreries de l'any es tracta de completar la unió foral, atraient a més senyors perquè signen els acords, així com a les viles de Borriana i Vila-real. En la darrera sessió de l'assemblea, celebrada el 10 de gener de 1330, pròrroga dels dos períodes anteriors, s'hi sumen les viles de Borriana i Vila-real, el bisbe de València, el capítol de la Seu de València, l'abat de Benifassà, el majoral de Quart com a procurador de l'abat de Poblet, i 4 nobles i 22 cavallers, que accepten regir-se pels furs de València.
Els furs aprovats, anomenats «furs nous», per distingir-los dels promulgats per Jaume I, foren 67, i tractaven diversos aspectes:
- Immunitats de les viles reials (exempció dels oficials i els justícies d'obeir manaments en contra dels furs, gratuïtat de les accions judicials de la procuració reial, exercici de la justícia dins de les viles i per part de juristes del regne, i limitació de les actuacions del procurador fiscal).
- Participació de la petita noblesa en els òrgans de poder municipal (Alternança anual amb els ciutadans en el principals càrrecs municipals),[17] a canvi d'enquadrar-se militarment en la ciutat on habitava i d'estar sotmès al justícia local.[18]
- Regulació de certs oficis urbans (notaris, metges, canvistes, drapers, i sastres); qüestiones judicials o penals (dels judicis, dels fiscals, de les fiances, de les apel·lacions, de les nul·litat de les sentències, de les penes dels sequiers, dels furts i dels adulteris).
- Regulació i control dels oficials reials (assessors, escrivans, corredors, saig de la cort de la procuració, carceller reial, inquisicions contra els oficials reials, i obligació del batlle general de jurar els furs).
- Dret privat (gestió de les tutories i curadories, l'aixovar i el creix de vídues, i el termini màxim de les respostes en les protestacions davant el notari).
- Unitat foral, que en el seu aspecte de jurisdicció senyorial és coneguda com a jurisdicció alfonsina, on es concedia el mixt imperi a tots aquells que posseïen llocs poblats per un mínim de 15 famílies cristianes o 7 de musulmanes (o 3 famílies de musulmans en reialenc); i continuaven exercint el mer imperi els senyorius que el gaudien, si aquests passaven al fur de València.[19]